# Desig flagrant
Desig flagrant (títol original: Flagrant Désir) és un pel·lícula francesa dirigida per Claude Faraldo, estrenada l'any 1986. Ha estat doblada al català.

## Argument
Havent acabat una missió a França, l'inspector Gerry Morrison duu a terme en el Médoc una missió per la Interpol, quan la policia francesa li demana que investigui sobre la mort de Marguerite Barnac, membre d'una Dinastia vitivinícola de la regió. La tesi de l'accident, sostinguda a la vegada per la policia local i els més propers, sembla a poc a poc més improbable. Però Gerry, a poc a poc, descobreix nombrosos sospitosos, tots units per l'odi, el desig i el poder. Subjugat per l'encant dels llocs i les persones, Gerry esperarà pacientment al fet que el pas del temps li reveli els secrets dels Barnac.

## Repartiment
- Sam Waterston: Gerry
- Marisa Berenson: Jeanne
- Lauren Hutton: Marlène
- Bernard-Pierre Donnadieu: Robert
- Anne Roussel: Evelyne
- François Dunoyer: Vittorio
- François Dyrek: Georges
- Arielle Dombasle: Marguerite
- Marc de Jonge: Larbeau
- Isabelle Sadoyan: Angelina